# Jhonny Caicedo
Jhonny Caicedo (* 13. Dezember 1987) ist ein ecuadorianischer Radrennfahrer.
Jhonny Caicedo gewann 2008 mit seinem Team Panavial-Corage Carchense eine Etappe bei der Vuelta al Ecuador und belegte auf einem weiteren Teilstück den fünften Platz. Im nächsten Jahr gewann er eine Etappe bei der Vuelta al Carchí und konnte so auch die Gesamtwertung für sich entscheiden. Bei der Vuelta al Ecuador gewann er diesmal zwei Tagesabschnitte und wurde einmal Etappenvierter. Im Jahr 2014 gewann er eine Etappe der Vuelta al Sud de Bolivia.

## Erfolge
2008
- eine Etappe Vuelta al Ecuador

2009
- zwei Etappen Vuelta al Ecuador

2014
- eine Etappe Vuelta al Sud de Bolivia